# 库珀市 (佛罗里达州)
库珀市（英語：Cooper City），是美国佛罗里达州布劳沃德县下属的一座城市。建立于1959年。面积约为17.3平方公里（约合6.7平方英里）。根据2010年美国人口普查，该市有人口28,547人。论人口在本州排行第85。